# 천녀원앙
"천녀원앙"은 한국에서 제작된 안승호 감독의 1990년 영화이다. 이영국 등이 주연으로 출연하였고 정화자 등이 제작에 참여하였다.

## 출연

### 주연
- 이영국
- 윤순화
- 진옥향

## 기타
- 조명: 전명천